# فهرست حاکمان خراسان
فهرست حاکمان خراسان در دورهٔ قاجار
| نام حاکم                                                        | آغاز          | پایان         |  |
| --------------------------------------------------------------- | ------------- | ------------- |  |
| نادر میرزا افشار                                                | ؟             | ۱۲۱۸ ه‍.ق       |  |
| محمدولی میرزا                                                   | ۱۲۱۸ ه‍.ق       | ۱۲۳۱ ه‍.ق       |  |
| حسن‌علی میرزا شجاع‌السلطنه                                        | ۱۲۳۱ ه‍.ق       | ۱۲۳۸ ه‍.ق       |  |
| علی‌نقی میرزا رکن‌الدولهٔ یکم                                      | ۱۲۳۸ ه‍.ق       | ۱۲۳۹ ه‍.ق       |  |
| رضاقلی خان زعفرانلو                                             | ۱۲۳۹ ه‍.ق       | ۱۲۴۳ ه‍.ق       |  |
| اباقا خان زعفرانلو                                              | ۱۲۴۳ ه‍.ق       | ۱۲۴۵ ه‍.ق       |  |
| احمدعلی میرزا                                                   | ۱۲۴۵ ه‍.ق       | ۱۲۴۷ ه‍.ق       |  |
| عباس میرزا نایب‌السلطنه                                          | ۱۲۴۷ ه‍.ق       | ۱۲۴۹ ه‍.ق       |  |
| قهرمان میرزا                                                    | ۱۲۴۹ ه‍.ق       | ۱۲۵۰ ه‍.ق       |  |
| الله‌یار خان آصف‌الدوله                                           | ۱۲۵۰ ه‍.ق       | ۱۲۵۵ ه‍.ق       |  |
| میرزا مسعود انصاری                                              | ۱۲۵۵ ه‍.ق       | ۱۲۵۶ ه‍.ق       |  |
| الله‌یار خان آصف‌الدوله                                           | ۱۲۵۶ ه‍.ق       | ۱۲۶۲ ه‍.ق       |  |
| حسن خان سالار                                                   | ۱۲۶۲ ه‍.ق       | ۱۲۶۶ ه‍.ق       |  |
| سلطان‌مراد میرزا حسام‌السلطنه                                     | ۱۲۶۷ ه‍.ق       | ۱۲۷۰ ه‍.ق       |  |
| فریدون میرزا فرمانفرما                                          | ۱۲۷۰ ه‍.ق       | ۱۲۷۲ ه‍.ق       |  |
| سلطان‌مراد میرزا حسام‌السلطنه                                     | ۱۲۷۲ ه‍.ق       | ۱۲۷۵ ه‍.ق       |  |
| حمزه میرزا حشمت‌الدوله                                           | ۱۲۷۵ ه‍.ق       | ۱۲۷۷ ه‍.ق       |  |
| سلطان‌مراد میرزا حسام‌السلطنه                                     | ۱۲۷۷ ه‍.ق       | ۱۲۸۱ ه‍.ق       |  |
| سلطان‌حسین میرزا جلال‌الدولهٔ یکم                                  | ۱۲۸۱ ه‍.ق       | ۱۲۸۵ ه‍.ق       |  |
| حمزه میرزا حشمت‌الدوله                                           | ۱۲۸۵ ه‍.ق       | شعبان ۱۲۸۸ ه‍.ق |  |
| حسین‌خان شاهسون اینانلو                                          | ۱۲۸۸ ه‍.ق       | محرم ۱۲۹۲ ه‍.ق  |  |
| محمدناصر ظهیرالدوله قاجار                                       | ۱۲۹۲ ه‍.ق       | ۱۲۹۳ ه‍.ق       |  |
| محمدتقی میرزا رکن‌الدوله                                         | ۱۲۹۳ ه‍.ق       | ۱۲۹۸ ه‍.ق       |  |
| میرزا حسین‌خان سپهسالار                                          | رجب ۱۲۹۸ ه‍.ق   | ۱۲۹۸ ه‍.ق       |  |
| محمدتقی میرزا رکن‌الدوله                                         | ۱۲۹۸ ه‍.ق       | ۱۳۰۰ ه‍.ق       |  |
| سلطان‌مراد میرزا حسام‌السلطنه (پیش از رسیدن به محل حکومت درگذشت.) | ۱۳۰۰ ه‍.ق       | ۱۳۰۰ ه‍.ق       |  |
| محمدتقی میرزا رکن‌الدوله                                         | ۱۳۰۰ ه‍.ق       | ۱۳۰۱ ه‍.ق       |  |
| میرزا عبدالوهاب‌خان آصف‌الدوله                                    | ۱۳۰۱ ه‍.ق       | ۱۳۰۳ ه‍.ق       |  |
| میرزا محمود خان فرمانفرما                                       | ۱۳۰۳ ه‍.ق       | ۱۳۰۴ ه‍.ق       |  |
| محمدتقی میرزا رکن‌الدوله                                         | ذیحجهٔ ۱۳۰۴ ه‍.ق | ۱۳۰۸ ه‍.ق       |  |
| میرزا فتحعلی خان صاحب‌دیوان                                      | ۱۳۰۸ ه‍.ق       | شعبان ۱۳۱۰ ه‍.ق |  |
| ابوالفتح میرزا مؤیدالدوله                                       | شعبان ۱۳۱۰ ه‍.ق | ۱۳۱۲ ه‍.ق       |  |
| محمدتقی میرزا رکن‌الدوله                                         | ۱۳۱۲ ه‍.ق       | ۱۳۱۸ ه‍.ق       |  |
| سلطان‌حسین میرزا نیرالدوله                                       | ۱۳۱۸ ه‍.ق       | ۱۳۲۱ ه‍.ق       |  |
| علی‌نقی میرزا رکن‌الدولهٔ دوم                                      | ۱۳۲۱ ه‍.ق       | ۱۳۲۲ ه‍.ق       |  |
| غلامرضا خان آصف‌الدوله                                           | ۱۳۲۲ ه‍.ق       | ۱۳۲۶ ه‍.ق       |  |
| غلامحسین خان صاحب‌اختیار                                         | ۱۳۲۶ ه‍.ق       | ۱۳۲۹ ه‍.ق       |  |
| علی‌نقی میرزا رکن‌الدولهٔ دوم                                      | ۱۳۲۹ ه‍.ق       | ۱۳۳۰ ه‍.ق       |  |
| سلطان‌حسین میرزا نیرالدوله                                       | ۱۳۳۰ ه‍.ق       | ۱۳۳۵ ه‍.ق       |  |
| کامران میرزا                                                    | ۱۳۳۵ ه‍.ق       | ۱۳۳۷ ه‍.ق       |  |
| احمد قوام‌السلطنه                                                | ۱۳۳۷ ه‍.ق       |               |  |
| کلنل محمدتقی خان پسیان                                          |               |               |  |
| رضاقلی خان نظام‌السلطنهٔ مافی                                     | ۱۳۰۰ ه‍.خ       | بهمن ۱۳۰۱ ه‍.خ  |  |
| سردار بهادر سردار اسعد                                          | ۱۳۴۲ ه‍.خ       |               |  |